# Saint-Maurice-des-Noues
Saint-Maurice-des-Noues és un municipi francès situat al departament de Vendée i a la regió de País del Loira. L'any 2007 tenia 579 habitants.

## Demografia

### Població
El 2007 la població de fet de Saint-Maurice-des-Noues era de 579 persones. Hi havia 240 famílies de les quals 56 eren unipersonals (20 homes vivint sols i 36 dones vivint soles), 92 parelles sense fills, 88 parelles amb fills i 4 famílies monoparentals amb fills.
La població ha evolucionat segons el següent gràfic:
Habitants censats

### Habitatges
El 2007 hi havia 303 habitatges, 243 eren l'habitatge principal de la família, 33 eren segones residències i 27 estaven desocupats. Tots els 302 habitatges eren cases. Dels 243 habitatges principals, 190 estaven ocupats pels seus propietaris, 50 estaven llogats i ocupats pels llogaters i 3 estaven cedits a títol gratuït; 10 tenien dues cambres, 28 en tenien tres, 78 en tenien quatre i 127 en tenien cinc o més. 201 habitatges disposaven pel capbaix d'una plaça de pàrquing. A 121 habitatges hi havia un automòbil i a 109 n'hi havia dos o més.

### Piràmide de població
La piràmide de població per edats i sexe el 2009 era:
| Homes | Edats   | Dones |
| ----- | ------- | ----- |
| 0     | 95 o +  | 0     |
| 0     | 90 a 94 | 0     |
| 8     | 85 a 89 | 16    |
| 0     | 80 a 84 | 8     |
| 16    | 75 a 79 | 4     |
| 16    | 70 a 74 | 24    |
| 16    | 65 a 69 | 16    |
| 16    | 60 a 64 | 24    |
| 20    | 55 a 59 | 12    |
| 12    | 50 a 54 | 16    |
| 24    | 45 a 49 | 20    |
| 24    | 40 a 44 | 28    |
| 28    | 35 a 39 | 16    |
| 16    | 30 a 34 | 8     |
| 12    | 25 a 29 | 8     |
| 20    | 20 a 24 | 8     |
| 44    | 15 a 19 | 24    |
| 20    | 10 a 14 | 24    |
| 8     | 5 a 9   | 4     |
| 4     | 0 a 4   | 8     |

## Economia
El 2007 la població en edat de treballar era de 369 persones, 273 eren actives i 96 eren inactives. De les 273 persones actives 257 estaven ocupades (150 homes i 107 dones) i 16 estaven aturades (4 homes i 12 dones). De les 96 persones inactives 43 estaven jubilades, 30 estaven estudiant i 23 estaven classificades com a «altres inactius».

### Ingressos
El 2009 a Saint-Maurice-des-Noues hi havia 269 unitats fiscals que integraven 646 persones, la mediana anual d'ingressos fiscals per persona era de 14.903 €.

### Activitats econòmiques
Dels 20 establiments que hi havia el 2007, 6 eren d'empreses de construcció, 5 d'empreses de comerç i reparació d'automòbils, 1 d'una empresa d'hostatgeria i restauració, 1 d'una empresa immobiliària, 6 d'empreses de serveis i 1 d'una empresa classificada com a «altres activitats de serveis».
Dels 6 establiments de servei als particulars que hi havia el 2009, 2 eren paletes, 2 fusteries, 1 perruqueria i 1 veterinari.
L'únic establiment comercial que hi havia el 2009 era una botiga de menys de 120 m².
L'any 2000 a Saint-Maurice-des-Noues hi havia 45 explotacions agrícoles que ocupaven un total de 2.109 hectàrees.

## Equipaments sanitaris i escolars
El 2009 hi havia una escola elemental.

## Poblacions més properes
El següent diagrama mostra les poblacions més properes.